# Chiếu Trí
Chiếu Trí (trị vì 479–500) là quốc vương thứ 21 của Tân La, một trong Tam Quốc Triều Tiên, ma lập can (maripgan) là một tước hiệu dành cho người lãnh đạo Tân La vào thời điểm đương thời. Ông là con trai trưởng của Từ Bi ma lập can. Trong thời gian ông trị vì, Tân La liên hiệp cùng Bách Tế để chống lại Cao Câu Ly. Sau khi ông qua đời, Trí Chứng ma lập can là chi tử của cát văn vương Tập Bảo, người là chi tôn của Nại Vật ma lập can đã lên kế vị.

## Gia đình
- Phụ thân: Từ Bi ma lập can.
- Mẫu thân: Ba Hồ (Paho) phu nhân.
- Vương hậu: Thiện Hề (Seonhye) phu nhân.
  - Nữ tử: Bảo Đại (Bodo) phu nhân.
- Kế phi: Bích Hoa (Byeok-hwa) phu nhân.
- Hậu phi: Diên Đế (Yeonje) phu nhân.
- Hậu phi: Bích Ngã (byeok-a) phu nhân.

...